# Erdölkonstante
Als Konstanz der statischen Reichweite oder etwas ironisch Erdölkonstante (keine Konstante im mathematischen Sinn) wird die medial aufgegriffene Beobachtung bezeichnet, dass sich die statische Reichweite von Erdöl, d. h. das Verhältnis von förderwürdigen Reserven zu jährlicher Förderung, seit mehreren Jahrzehnten kaum verändert hat. Dies hat mehrere Gründe, zum einen die zunehmende Rolle der unkonventionellen Lagerstätten, zum anderen die Ausweitung der OPEC-Reserven in den 80ern und die Motivation zum anfänglichen Underreporting zum Aufbau stiller Reserven gemäß SEC-Regeln.

## Konstanz der Reichweite

Statische Reichweite von Rohöl

Im Jahre 2018 wurden 4,5 Gt (186,5 EJ) Erdöl verbraucht; die gesicherten Reserven lagen bei 244 Gtoe (10.201 EJ).:41ff Somit errechnet sich eine statische Reichweite von 54 Jahren. 1926 lag die statische Reichweite in den USA bei nur 6 Jahren und im Jahr 1948 global bei 20 Jahren, was bis 1972 auf Werte um 35 Jahre anstieg und seither weitgehend konstant blieb. 1975 ergab sich ein Wert von 35, der bis 2003 langsam auf 40 Jahre wuchs.
Die in der Industrie gern zitierte Konstanz der Reichweiten ist u. a. die Folge einer immer weiter ausgebauten Ausbeutung von bekannten Ölvorkommen mit kapitalintensiven Fördertechniken und gestiegenen Betriebskosten. Die Reichweitenverlängerung entsteht vor allem durch bereits bekannte Vorkommen, die mit besseren und teureren Methoden erschlossen werden können. Zudem werden mit steigendem Ölpreis bekannte, unkonventionelle Vorkommen wie etwa Ölsande und Tight Oil im Schiefergestein und andere schwer erschließbare Vorkommen in der Tiefsee oder arktischen Regionen attraktiv.

## Reservenausweitung
Ein großer Teil des Reservenwachstums seit 2000 und damit der Verlängerung der statischen Reichweite beruht auf der "Umbuchung" der ausgedehnten unkonventionellen Schwerölvorkommen Venezuelas und der Ölsande Kanadas von Kategorie "Ressource" in "Reserve". Dies ist auf die Entwicklung des Ölpreises zurückführen, der ab der Jahrtausendwende von 20 $/bbl auf über 100 $/bbl anstieg. 

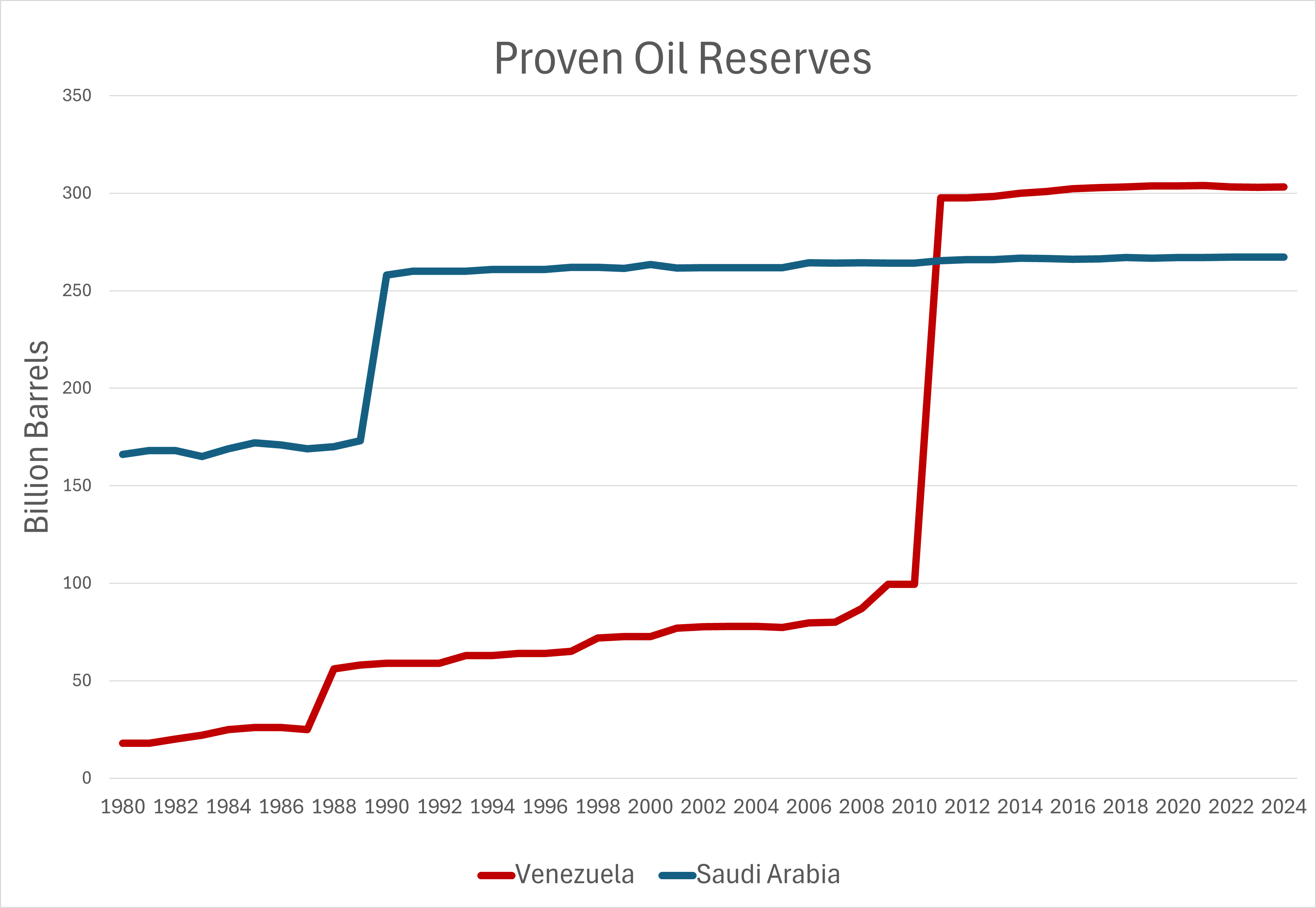
Erdölreserven: Venezuelas Schweröl überholt Saudi-Arabien
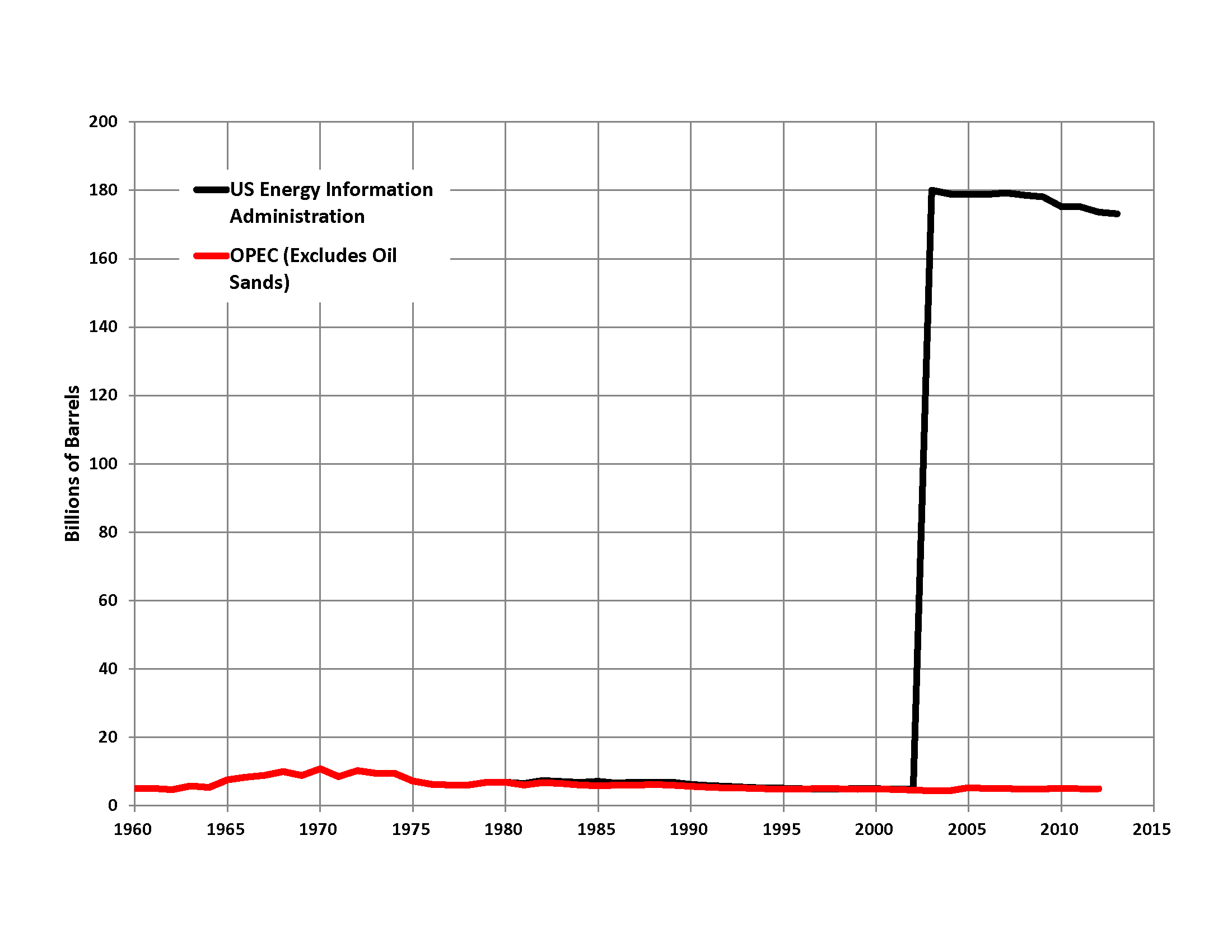
Kanadas Ölsände gelten als förderwürdige Reserven
Preis für Brent-Rohöl in US$ pro Barrel (1988–2015)

Sprunghafte Reservenausweitung bei OPEC-Mitgliedern Ende der 1980er

Zudem war in den späten 80er Jahren bei den OPEC-Staaten eine höhere Reserveausweisung zu beobachten, ohne dass aktuelle Neufunde gemeldet wurden. Diese deklaratorische Strategie hatte damit zu tun, dass die Förderquote von der Reservengröße des jeweiligen Landes abhing.
Laut Abdallah Dschumʿa, dem ehemaligen CEO von Aramco, muss sich die Welt in absehbarer Zeit keine Sorgen über versiegende Ölvorkommen machen. Er ging 2008 davon aus, dass von den vorhandenen flüssigen Ölvorkommen (oil in place: recoverable conventional and non-conventional liquid fuel resources) weniger als zehn Prozent bereits gefördert wurden. Er vertrat die Auffassung, dass Erdöl noch für rund ein Jahrhundert reicht. Zusätzlich zur kumulierten Ölförderung von 1,1 Mrd. Barrel, nehme er an, dass nicht nur die übliche Schätzung von 1,3 Mrd. Barrel noch gewinnbar seien, sondern unter konservativen Annahmen noch über 3 Mrd. Barrel gefördert werden können und bei optimistischeren Annahmen bis zu 6 Mrd. Barrel. Auch gemäß Leonardo Maugeri sei das Zeitalter von Öl und fossilen Rohstoffen noch lange nicht vorbei, ein Großteil der fossilen Rohstoffe sei noch gar nicht erschlossen.
Die Erschließung neuer Ölvorkommen beruht zum einen auf technologischem Fortschritt in der Prospektion, auf Tiefseebohrtechniken, und Zugänglichmachung von Ölfeldern in den polnahen Regionen mit ihrer Transportproblematik. Zu den Technologien gehört auch Fracking minderwertigerer beurteilter Vorkommen mit geringer Porosität. Zum anderen werden aufgrund höherer Ölpreise zunehmend auch unkonventionelle Ölvorkommen wie Ölsande und Tight Oil Formationen als Reserve bewertet.

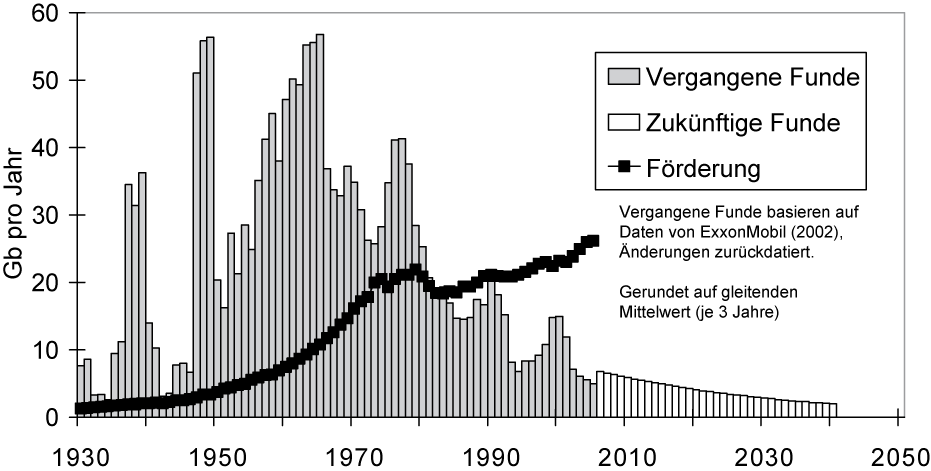
Rohölfunde (incl. rückdatierte Reservenausweitung) und Ölförderung von 1930 bis 2006

Kritiker wie Matthew Simmons oder Colin J. Campbell halten dies für eine problematische Überschätzung der Ölvorkommen und weisen darauf hin, dass das Reservenwachstum durch die fehlende Rückdatierung auf erstmalige Entdeckung einer Lagerstätte falsch dargestellt werde. Seit den 1980er Jahren werde weniger neues Öl gefunden als gefördert. Neben politisch motivierten Reservenausweitungen von OPEC-Ländern (siehe oben) tragen auch die Bilanzierungsregeln für börsennotierte Ölfirmen dazu bei, dass bei Neufunden nicht der Erwartungswert der förderbaren Menge angegeben wird, sondern die vorsichtige untere P90-Schätzung, die dann im Laufe der Förderung scheibchenweise erhöht wird. Campbell hat das als globales Ölfördermaximum bekannte Szenario Ende der 1990er Jahre für das erste Jahrzehnt des 21. Jahrhunderts vorausgesagt. 2019 wurde mit 101,3 Millionen Barrel pro Tag ein Höchststand der weltweiten Ölförderung (all liquids, incl. Biokraftstoffen und unkonventionellem Öl) erreicht, wobei die Förderung des konventionellen (billigen) Erdöls seit 2005 stagniert.:43

## Öl- und Gasreserven gegenüber Kohlereserven
Im Gegensatz zu den Öl- und Gasreserven, die von börsennotierten Unternehmen nach dem Vorsichtsprinzip eher zurückhaltend bilanziert wurden und somit dem Aufbau von stillen Reserven dienten, ist bei Kohlereserven ein umgekehrter Trend zu beobachten. Hier ist häufiger ein Verfall der Reserven zu beobachten, wie z. B. in Großbritannien (1968) oder Deutschland (2004). Dies liegt daran, dass die Reservenschätzungen von öffentlich bestellten Geologen durchgeführt wurden, die den zu bewerteten Untergrund sehr gut kannten, aber mit zu positiven Annahmen bzgl. der Abbauwürdigkeit arbeiteten (z. B. 1 Fuß Flözdicke bis in 4000 Fuß Tiefe bei der Royal Commission on Coal, 1871). An diesen normativen Festlegungen wurde über Jahrzehnte festgehalten, bis später realisiert wurde, dass diese Abgrenzungen nicht zu halten sind und es zu einem Reservenkollaps in diesen Ländern kam. Gleichermaßen kam es zu einem Abschmelzen der statischen Reichweite für Kohle in diesen Ländern.